# Витамин K
Витамин К (Phytonadione) e мастноразтворим витамин, който се образува с помощта на бактерия в човешкото тяло и при животните. Действа като коагулант (има съсирващо действие), предпазвайки от кръвозагуба при нараняване. В организма (познат като витамин K1) спомага за синтезиране на някои протеини, намиращи се в кръвната плазма, бъбреците и костите. Прекаленото използване и предозиране на Витамин К може да доведе до сериозни проблеми, особено за хора лекуващи проблеми с кръвосъсирването. Съдържа се в зелените части на растенията – коприва (Urtica dioica). Антидот на витамин К е Витамин Е. Едновременната им употреба може да доведе до кръвоизливи.
Витамин К е разработен в Америка през 20-те години на ХХ век.

## История
В 1929 г. датският учен Хенрик Дам (на датски: Carl Peter Henrik Dam) изследвал последствията от недостига на холестерол при пилета, които са били на лишена от холестерол диета. След няколко седмици пилетата развили хеморагия – кръвоизливи в подкожната тъкан, мускулите и други тъкани. Добавянето към диетата на пречистен холестерол не отстранявало патологичните явление. Оказало се, че положителен резултат давало добавянето в храната на зърна от житни култури и други растителни продукти. Това означавало, че заедно с холестерола, от храната били отстранени и вещества, които спомагали съсирването на кръвта. Тази група вещества получила название „Витамин К“, тъй като първото съобщение за тях било направено в немско научно списание, и били наречени Koagulationsvitamin (витамини за коагулация).
В 1939 г. в лабораторията на швейцарския учен Паул Карер за пръв път бил изолиран от люцерна витамин К, наречен филохинон.
В същата година американските биохимици Бинкли и Дойзи изолират от загниващо рибно брашно вещество с антихеморагично действие, но с различни свойства от препарата, изолиран от люцерна. Това вещество получило наименование витамин К2, за разлика от веществото, изолирано от люцерна, наречено витамин К1.
В 1943 година Дам и Дойзи получават Нобелова награда за откриването и установяването на химическата структура и свойствата на витамин K.

## Физиологична роля
Витамин К е от съществено значение за образуването на кръвосъсирващия химикал протромбин. Той предотвратява вътрешното кървене и намалява менструалното течение. Жизненоважен е за правилната работа на черния дроб, както и за усвояването на калция в организма. Хиповитаминозата е опасна.

## Храни, богати на витамин К
Зелените подправки са отличен източник на витамина – босилек, градински чай, магданоз. В големи количества се намира в копривата, спанака, листата от цвекло, цикорията. От плодовете най-много витамин К се намира в кивито. Соята също е източник на витамин К. Витамин К се съдържа и в плодовете на дряна, боровите връхчета, конопеното семе, листата на копривата, плодовете на къпината и царевичната коса (витамин К3). Съдържа се още в билките овчарска торбичка, теснолист живовляк, шипка, тиква и др.